# ソナム・ロドゥ
ソナム・ロドゥ（bSod nams blo gros、1332年 - 1362年）は、チベット仏教サキャ派の仏教僧。大元ウルスにおける12代目の帝師を務めた。
『元史』をはじめとする漢文史料には一切記録がなく、チベット語史料にのみ存在が言及される。

## 概要
チベット語史料によると初代帝師パクパの甥のサンポペルには多数の息子がおり、第8代帝師クンガ・ロドゥ・ギェンツェン・パルサンポ/第9代帝師クンガ・レクペー・ジュンネー・ギェンツェン・パルサンポ/第11代帝師クンガ・ギェンツェン・パルサンポの弟の白蘭王クンガ・レクペー・ギェンツェン・パルサンポの息子がソナム・ロドゥであったという。
モンゴル支配時代のチベットについて最も詳しい『フゥラン・テプテル』は1346年編纂のためにソナム・ロドゥに言及せず、1434年成立の『漢蔵史集』にやや詳しい記録が残る。『漢蔵史集』によるとソナム・ロドゥはクンガ・レクペー・ギェンツェン・パルサンポと第5代帝師タクパ・オーセルの姪の間の息子で、父親が25歳の時、すなわち1332年（壬申）に生まれたという。その後、30歳になった1361年にトガンテムル（Tho gan the mur＝順帝トゴン・テムル）より帝師の称号をチベット在住のまま贈られた。そして大元ウルス朝廷に招かれて皇帝の師となったが、帝師就任から1年足らずの1362年にMe tog ra baで死去したとされる。
ソナム・ロドゥは『元史』をはじめとする漢文史料に一切言及がなく、誰から帝師の地位を継ぎ、次代の帝師が誰であったかは全く不明である。なお、この頃チベット中央部は既にパクモドゥパ派のチャンチュプ・ギェルツェンによって制圧されてサキャ派は衰退しており、チベット史の文脈では「パクモドゥパ時代」と呼ばれる時代に入っていた。ソナム・ロドゥの死の2年後にはパクモドゥパ派の覇権を築いたチャンチュプ・ギェルツェンが亡くなり、その甥に当たるジャムヤン・シャーキャ・ギェンツェンが地位を継ぎ大元ウルスより「国師」の称号を授けられている。